# Округ Монтгомери (Арканзас)
Округ Монтгомери (енгл. Montgomery County) је округ у америчкој савезној држави Арканзас. По попису из 2010. године број становника је 9.487. Седиште округа је град Mount Ida.

## Демографија
Према попису становништва из 2010. у округу је живело 9.487 становника, што је 242 (2,6%) становника више него 2000. године.
| Група             | 2000.         | 2010.         |
| Белци             | 8.740 (94,5%) | 8.806 (92,8%) |
| Афроамериканци    | 27 (0,3%)     | 22 (0,2%)     |
| Азијати           | 34 (0,4%)     | 50 (0,5%)     |
| Хиспаноамериканци | 234 (2,5%)    | 361 (3,8%)    |
| Укупно            | 9.245         | 9.487         |